# Federació de Futbol de Tahití
La Federació de Futbol de Tahití, també coneguda per les sigles FTF (en francès: Fédération Tahitienne de Football), és l'òrgan de govern del futbol a Tahití. Va ser fundada l'any 1989 per transformació de la Ligue de football de Polynésie française que s'havia creat l'any 1969.
L'any 1990, la TFT es va afiliar a la Federació Internacional de Futbol Associació (FIFA) i a la Confederació de Futbol d'Oceania (OFC).
La FTF és la responsable d'organitzar el futbol de totes les categories i les respectives seleccions nacionals, incloses les de futbol femení, futbol sala, futbol platja i la Selecció de futbol de Tahití.
La Tahiti Ligue 1 és la principal competició de lliga de Tahití. Va ser creada l'any 1948 i la disputen 10 equips.
La Tahiti Cup és la principal competició per eliminatòries. Va ser creada l'any 1938 i, des de 1995, els guanyadors de la Tahiti Cup 1 i la Tahiti Ligue 1 disputen a partit únic la Tahití Coupe des Champions.